# 马元章

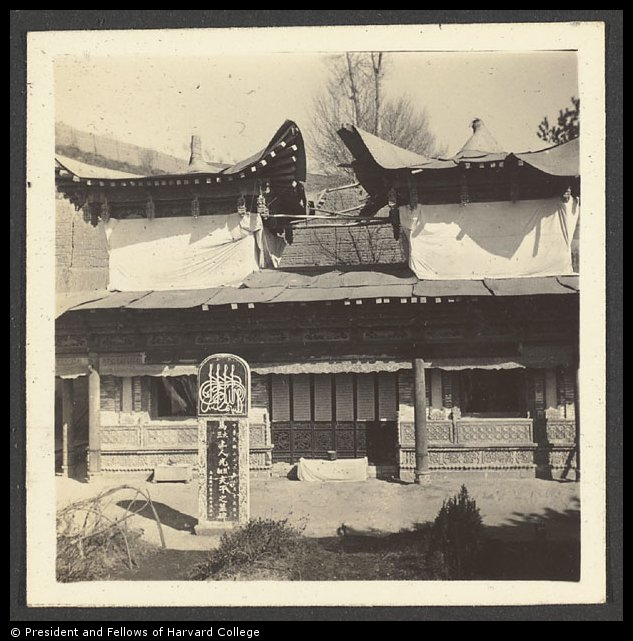
甘肃宣化岗的马元章墓，1936年左右拍摄

马元章（1853年—1920年），字光烈，原名云鹏，经名穆罕默德·努尔。回族。祖籍甘肃武都，生於云南通海。中国伊斯兰教哲赫林耶门宦第七代教主。

## 生平

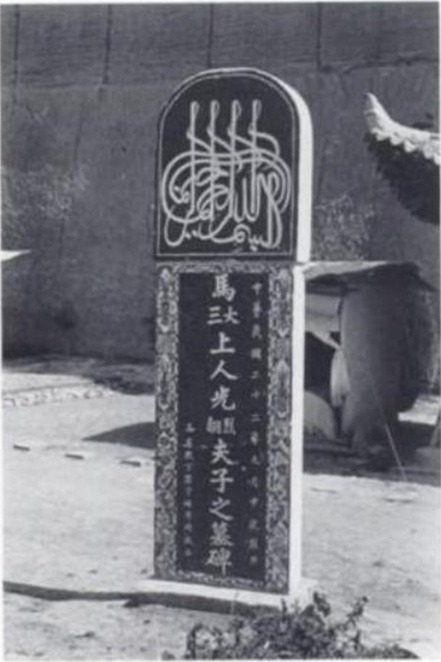
马元章墓碑

马云鹏曾祖马明心在乾隆四十六年（1781年）的蘇四十三起義中被杀害。祖父马顺清充军云南墨江县，后定居雲南通海。
1863年，马云鹏父親马世林參與雲南回變，马云鹏後來也一道加入。1871年，马云鹏全家遭清廷杀害，马云鹏改名马元章，並且带领两个弟弟逃出云南，他于光绪初年来到甘肃张家川躲藏。1900年后，马元章曾在陇东、陇南回民聚居地区兴办學校20多所。